# 快度
在相對論中，快度通常被用來衡量相對論效應下的速度。在數學上，快度可以被定義成一個雙曲角，這個角能夠反映兩個存在相對運動的參考座標系之间的差异——它们的时空坐標为洛仑兹变换所聯繫。
對於一維運動，快度可以簡單相加，而速度必須套用愛因斯坦的速度加成式。在低速的情況下，快度和速度是成比例的，但是對於更高速的狀況下，快度將增長得更快。特别地，光的速度為光速，而光的快度是無限大。
我們使用反雙曲函數artanh來定義快度，當速度為v時，其對應的快度w是w = artanh(v / c)，其中c是光速。速度較慢時，w約為v / c。由於在相對論中，速度v被局限於區間−c < v < c，因此比率v / c將滿足−1 < v / c < 1。反雙曲正切函數的定義域為(−1, 1)，而值域為整條實數線，所以可以將區間−c < v < c映射到−∞ < w < ∞。

## 歷史
在1908年赫爾曼·閔考斯基指出勞倫茲轉換可以被簡單的轉換為座標時中的雙曲旋轉，即為一個虛數角度的旋轉。 這個角度在一維空間中可以代表著座標系間速度的度量，且具有可加性。
1910年，弗拉基米爾·瓦里卡克和E. T. 惠特克提出用此參數來取代速度的觀念。而這個參數被阿爾弗雷德·羅伯 (1911)命名為快度，並隨後被許多筆者所採用，如盧迪威格·席柏斯坦 (1914)，愛德華·莫立 (1936)和沃夫岡·潤德勒 (2001)。

### 雙曲線扇形面積
雙曲函數xy=1的求積法，是由格雷瓜爾·德·聖-文森特提出的，他指出雙曲扇形的面積、或是一塊沿著漸進線所定義出的等效面積，可以用自然對數描述。
在時空理論中，類光事件將宇宙分為相對於給定“位置”和“時刻”的“（絕對）過去”、“（絕對）未來”和其他時空點。在空間中的任何一條線上，一道光束的行進方向可以向左或是向右。將向右行進的光束事件定為x軸，向左行進的光束事件定為y軸。則靜止座標系的時間軸即為對角線x = y。而速度可以用第一象限中的直角雙曲線xy = 1來表示，其中速度為零的點對應到點{\displaystyle (1,1)}。任何一個雙曲線上的點都能以點{\displaystyle (e^{w},\ e^{-w})} 表示，其中的w即為快度，同時w也是從點{\displaystyle (1,1)} 到點{\displaystyle (e^{w},\ e^{-w})}與原點所構成的雙曲線扇形面積。 也有許多筆者在討論標準閔考斯基圖時，會使用單位雙曲線{\displaystyle x^{2}-y^{2}}，將快度作為參數曲線的參數。而此時的坐標可以用時鐘和米尺來測量，並選用更加常見的基準，這也是時空理論的基礎。所以快度作為光束空間的雙曲參數，這樣的描述是參考了十七世紀時超越函數理論的發展，以及閔考斯基圖。

## 在一維空間中
快度w出現在勞倫茲變換的線性表示法中，此時勞倫茲變換被表示為向量－矩陣乘積
{\displaystyle {\begin{pmatrix}ct'\\x'\end{pmatrix}}={\begin{pmatrix}\cosh w&-\sinh w\\-\sinh w&\cosh w\end{pmatrix}}{\begin{pmatrix}ct\\x\end{pmatrix}}=\mathbf {\Lambda } (w){\begin{pmatrix}ct\\x\end{pmatrix}}}
矩陣Λ(w)為{\displaystyle {\begin{pmatrix}p&q\\q&p\end{pmatrix}}}的形式，其中p和q滿足關係p2 - q2 = 1，因此(p, q)將會落在單位雙曲線上。這樣的矩陣形成了不定正交群 O(1,1)，伴隨著由單位反對角矩陣所張出的一維李代數，顯示出快度是這個李代數上的座標，這個作用可在閔考斯基圖上被描繪出來。
在矩陣指數表示法中，Λ(w)可以被表示為{\displaystyle \mathbf {\Lambda } (w)=e^{\mathbf {Z} w}}，其中Z是矩陣
{\displaystyle \mathbf {Z} ={\begin{pmatrix}0&-1\\-1&0\end{pmatrix}}}
不難證明
{\displaystyle \mathbf {\Lambda } (w_{1}+w_{2})=\mathbf {\Lambda } (w_{1})\mathbf {\Lambda } (w_{2})}
這顯現出了快度實用的求和性質：若A，B和 C為參考座標系，則
{\displaystyle w_{\text{AC}}=w_{\text{AB}}+w_{\text{BC}}}
其中 wPQ 表示了參考座標系Q相對於參考座標系P的快度。與速度加成式相比，這個式子更為簡潔。
我們可以從上述的勞倫茲轉換看出，勞倫茲因子等同於cosh w
{\displaystyle \gamma ={\frac {1}{\sqrt {1-v^{2}/c^{2}}}}\equiv \cosh w}
因此快度w作為一個雙曲角，隱含在勞倫茲轉換中的γ和β中。我們將快度與速度加成式聯繫在一起
{\displaystyle u=(u_{1}+u_{2})/(1+u_{1}u_{2}/c^{2})}
藉由
{\displaystyle \beta _{i}={\frac {u_{i}}{c}}=\tanh {w_{i}}}
從而得到
{\displaystyle {\begin{aligned}\tanh w&={\frac {\tanh w_{1}+\tanh w_{2}}{1+\tanh w_{1}\tanh w_{2}}}\\&=\tanh(w_{1}+w_{2})\end{aligned}}}
β和γ的乘積時常出現，從先前的討論可知
{\displaystyle \beta \gamma =\sinh w\,}
固有加速度（一個加速物體實質感受到的加速度）是快度對於固有時間（一個加速物體本身所量測到的時間）的變化率。假想在物體的運動過程中，與加速中的物體保持相對靜止的一系列“非物理的”參考系，若在這個非物理的慣性系中非相對論性地計算物體的速度，則計算結果將是這個物體的快度。

### 指數和對數關係
由上述的表達式可以得到
{\displaystyle e^{w}=\gamma (1+\beta )=\gamma \left(1+{\frac {v}{c}}\right)={\sqrt {\frac {1+{\tfrac {v}{c}}}{1-{\tfrac {v}{c}}}}}}
因此
{\displaystyle e^{-w}=\gamma (1-\beta )=\gamma \left(1-{\frac {v}{c}}\right)={\sqrt {\frac {1-{\tfrac {v}{c}}}{1+{\tfrac {v}{c}}}}}}
或是更加清楚地表示為
{\displaystyle w=\ln \left[\gamma (1+\beta )\right]=-\ln \left[\gamma (1-\beta )\right]\,}
相對論性都普勒效應因子與快度w的關係為{\displaystyle k=e^{w}}。

## 在多維空間中
相對論性速度{\displaystyle {\boldsymbol {\beta }}}與快度{\displaystyle \mathbf {w} }为下列關係所聯繫
{\displaystyle {\mathfrak {so}}(3,1)\supset \mathrm {span} \{K_{1},K_{2},K_{3}\}\approx \mathbb {R} ^{3}\ni \mathbf {w} ={\boldsymbol {\hat {\beta }}}\tanh ^{-1}\beta ,\quad {\boldsymbol {\beta }}\in \mathbb {B} ^{3},}
其中的向量{\displaystyle \mathbf {w} }是勞侖茲群對應的李代數{\displaystyle {\mathfrak {o}}(3,1)\approx {\mathfrak {so}}(3,1)}中，由三個推進生成元{\displaystyle K_{1},K_{2},K_{3}}張成的三維線性子空間上的座標。而這可以完全類比至上述一維情況時的{\displaystyle {\mathfrak {o}}(1,1)}。因為光速{\displaystyle c}是速度量值的上限（選用單位使得{\displaystyle c=1}），所以速度符合條件{\displaystyle |\beta |<1}，因此速度空間可以用一個半徑為{\displaystyle 1}的開球{\displaystyle \mathbb {B} ^{3}}表示。
一般性的快度求和公式為
{\displaystyle \mathbf {w} ={\boldsymbol {\hat {\beta }}}\tanh ^{-1}\beta ,\quad {\boldsymbol {\beta }}={\boldsymbol {\beta }}_{1}\oplus {\boldsymbol {\beta }}_{2},}
其中{\displaystyle {\boldsymbol {\beta }}_{1}\oplus {\boldsymbol {\beta }}_{2}}對應到速度加成式，{\displaystyle {\boldsymbol {\hat {\beta }}}}是{\displaystyle {\boldsymbol {\beta }}}方向上的單位向量。這個運算不符合交換律與結合律。斜向角度為{\displaystyle \theta }的快度{\displaystyle \mathbf {w} _{1},\mathbf {w} _{2}}之和的模{\displaystyle w\equiv |\mathbf {w} |}（歐氏空間中的長度）由餘弦的雙曲關係給出
{\displaystyle \cosh w=\cosh w_{1}\cosh w_{2}+\sinh w_{1}\sinh w_{2}\cos \theta }
快度空間上的幾何結構，透過對應的映射繼承了速度空間上的雙曲幾何。相應地，這個幾何結構可以從相對論性速度的求和公式來推得。因此，二維空間中的快度空間可以有效地透過龐加萊圓盤模型來想像，其上的測地線會對應到勻加速運動。三維空間中的快度空間，可以透過同樣的方法，與雙曲面模型建立保距同構。閔考斯基時空的幾何條目中有更多相關的細節。
兩個快度的相加變換並非只是獲得一個新的快度值，整體的變換是由上述求和式給出的快度、透過向量{\displaystyle {\boldsymbol {\theta }}}來參數化的旋轉，兩者組合而成。
{\displaystyle \Lambda =e^{-i{\boldsymbol {\theta }}\cdot \mathbf {J} }e^{-i\mathbf {w} \cdot \mathbf {K} }}
這裡使用到了物理學家慣用的指數映射。
這是交換法則所致的結果
{\displaystyle [K_{i},K_{j}]=-i\epsilon _{ijk}J_{k}}
其中{\displaystyle J_{k}}是旋轉群的生成元，{\displaystyle (k=1,2,3)}，這與湯瑪斯進動現象有關。連結中的文章有關於參數{\displaystyle {\boldsymbol {\theta }}}的計算方法。

## 在粒子物理中
一個非零（靜止）質量m粒子的能量E以及動量的大小|p| 為：
{\displaystyle E=\gamma mc^{2}}
{\displaystyle |\mathbf {p} |=\gamma mv}
透過快度w的定義
{\displaystyle w=\operatorname {artanh} {\frac {v}{c}}}
並且
{\displaystyle \cosh w=\cosh \left(\operatorname {artanh} {\frac {v}{c}}\right)={\frac {1}{\sqrt {1-{\frac {v^{2}}{c^{2}}}}}}=\gamma }
{\displaystyle \sinh w=\sinh \left(\operatorname {artanh} {\frac {v}{c}}\right)={\frac {\frac {v}{c}}{\sqrt {1-{\frac {v^{2}}{c^{2}}}}}}=\beta \gamma }
能量和動量大小可以被表示為
{\displaystyle E=mc^{2}\cosh w}
{\displaystyle |\mathbf {p} |=mc\,\sinh w}
所以快度可以用測量到的能量與動量大小透過下式來計算得出：
{\displaystyle w=\operatorname {artanh} {\frac {|\mathbf {p} |c}{E}}={\frac {1}{2}}\ln {\frac {E+|\mathbf {p} |c}{E-|\mathbf {p} |c}}}
然而實驗粒子物理學家常使用修改過的、相對於粒子束的快度定義
{\displaystyle y={\frac {1}{2}}\ln {\frac {E+p_{z}c}{E-p_{z}c}}}
其中pz是沿著粒子束方向的動量分量。這是從「實驗室參考系」到一個「粒子運動方向與粒子束方向垂直的參考系」的勞倫茲變換所對應的快度，相關的概念可以參考條目贗快度。